# التغذية النباتية التامة (صرف)
من ويكيبيديا الموسوعة الحرة
|  | تم طرح إقتراح مفادة دمج هذه المقالة مع مقالة خضرية. (تحت النقاش) مُقترح منذ سبتمبر 2017 |

أنظر أيضًا: تغذية نباتية

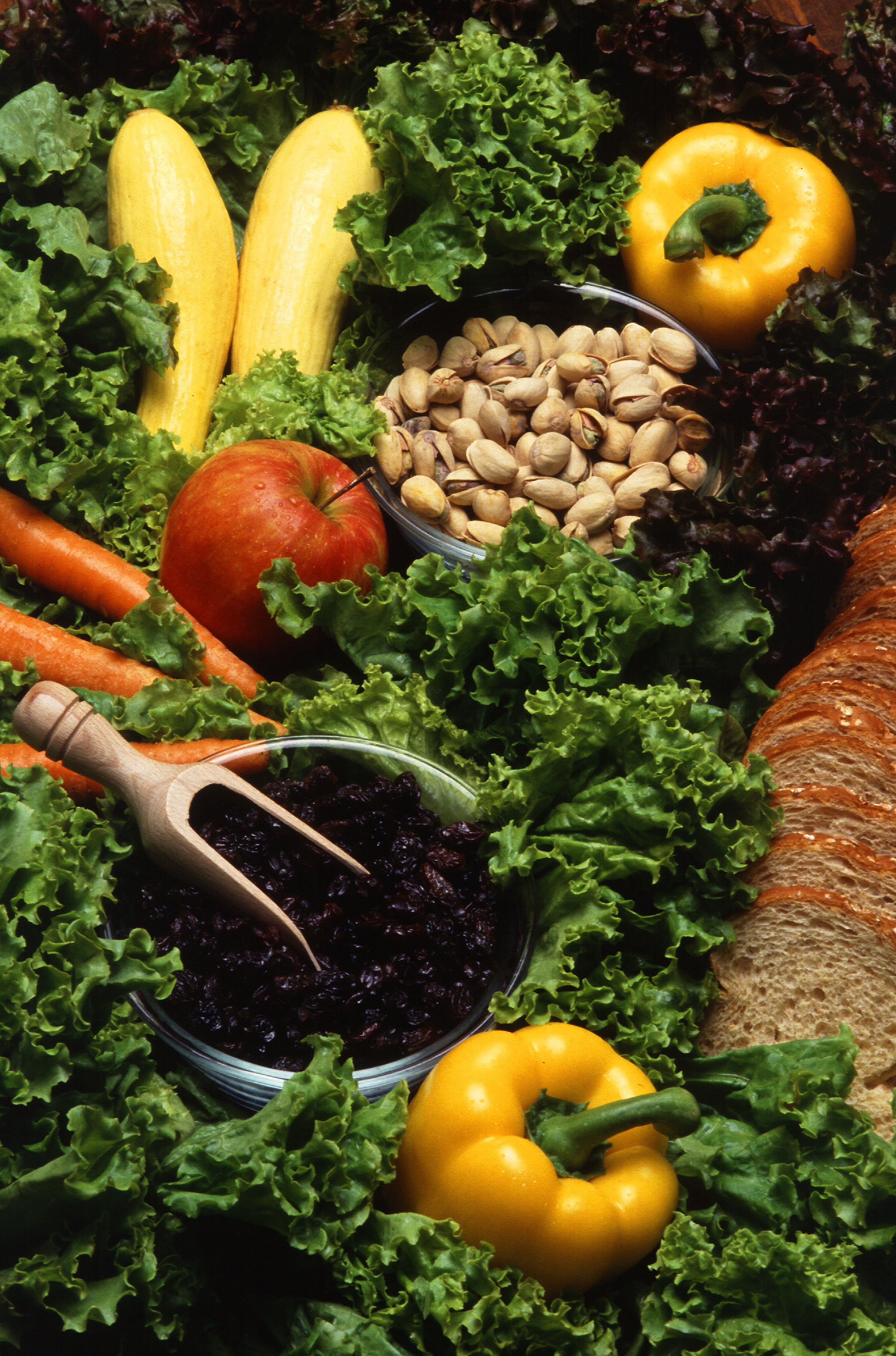
مجموعة متنوعة من الأغذية النباتية التامة والتي تحوي خضروات وفواكة وحبوب.

التغذية النباتية التامة (بالإنجليزية: vegan nutrition)‏ مصطلح يعود إلى جانبي التغذية والصحة المتعلقين بالنظام الغذائي المسمى التغذية النباتية التامة (صرف).
نظام النباتية التامة الغذائي المدروس والمتوازن جيدًا قابل لتلبية جميع العناصر المغذية في كل مرحلة من حياة الإنسان بينما نظام النباتية التامة الغذائي المدروس على نحو خاطئ قد يحوي نقص في فيتامين B12 وفيتامين د والكالسيوم واليود والزنك والرايبوفلافين (فيتامينB2 ) وأحماض أوميغا-3 طويلة السلسلة حمض الإيكوسابنتاينويك(EPA) وحمض الدوكوساهكساينويك(DHA).

## الخلفية
استنتج الأطباء ديان أورنيش وكولين كامبل وجون ماكدوغال وميشيل كلابر وكالدويل اسيلستين وميشيل جريجر وجويل فورمين و نيل برنارد أن الأنظمة الغذائية التي تحوي نسب عالية من الدهون الحيوانية والبروتين ضارة لصحة الإنسان مثل النظام الغذائي الأمريكي المعياري (SAD). كما ذكروا أن تغيير نمط الحياة إلى إتباع نظام غذائي نباتي تام والذي يحوي أغذية كاملة قد لا يقي فقط من الأمراض التنكسية المتنوعة كمرض القلب التاجي ولكنه يمحيها تمامًا. هناك العديد من الأفلام الوثائقية مثل Fat, Sick and Nearly Dead و PlaneatوForks over Knives والتي ركزت على الفوائد الصحية المزعومة من الأنظمة الغذائية النباتية ومنها النظام الغذائي النباتي التام. ومع أن هناك إجماع عام بين الأطباء المؤيدين للأنظمة الغذائية النباتية إلا أن الطبيبان جويل فورمين وميشيل جريجر اختلفا في الرأي مع الطبيبين كامبل واسيلستين على استخدام  البذور والمكسرات.
بعض الرياضيين أمثال بريندان برازير يتبعون النظام النباتي التام وحتى النباتي النيئ. وآخرين مثل عداء الماراثون فائق المسافة سكوت جوريك الذي حقق العديد من الأرقام القياسية وفاز بأربعةٍ وعشرين مارثون فائق المسافة وهو يتبع النظام النباتي التام, ولاعب ألعاب القوى في فئة الرجل القوي باتريك بابوميان الذي حقق أربع أرقام عالمية في منافسات الرجل القوي على الرغم من أنه يتبع النظام النباتي التام.
نظام الغذاء النباتي التام مقارنة بالأنظمة الغذائية المعيارية يميل إلى احتوائه على نسب عالية من الألياف الغذائية والمغنيسيوم وحمض الفوليك وفيتامين ج وفيتامين إي والحديد والمواد الكيميائية النباتية ومن جهة أخرى يحوي على نسب قليلة من السعرات الحرارية والدهون المشبعة والكولسترول و أحماض أوميغا-3 طويلة السلسلة وفيتامين د والكالسيوم والزنك وفيتامين B12. ولأن الأغذية النباتية الخالصة لا تمد الجسم بفيتامين B12 (والذي ينتج عن طريق الميكروبات مثل البكتيريا) أتفق الباحثون على أنه لا بد من الأشخاص الذين يتبعون النظام الغذائي النباتي التام أن يتناولون أغذية مدعمة بفيتامين B12 أو يتناولون المكملات الغذائية.

## التغذية

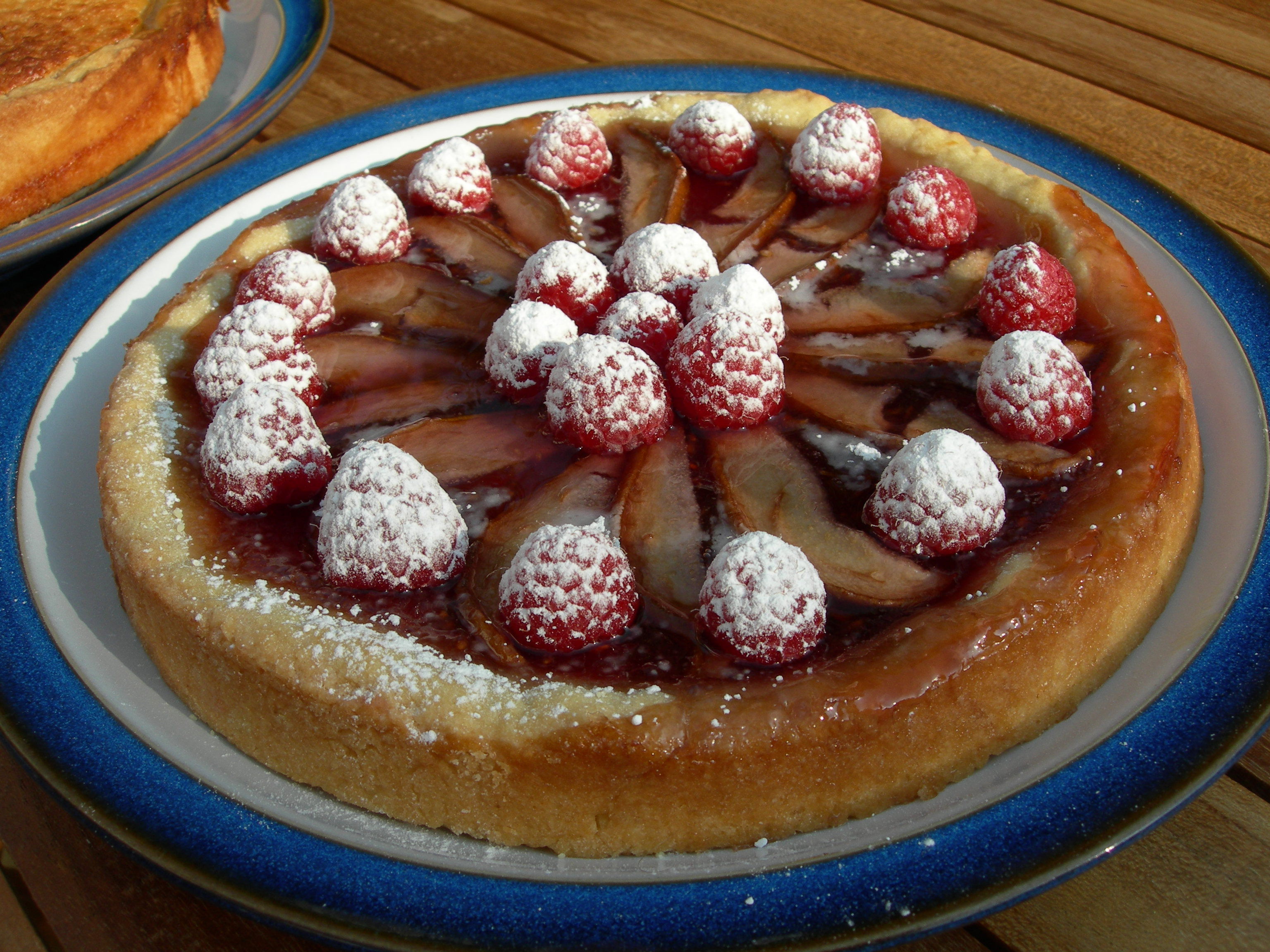
فطيرة الإجاص والفراولة بمكونات نباتية

ذكرت الأكاديمية الأمريكية للتغذية وعلم الأنظمة الغذائية (تعرف سابقًا بـجمعية علم الأنظمة الغذائية الأمريكية) وجمعية أخصائي التغذية في كندا والجمعية البريطانية للتغذية أن النظام النباتي التام المدروس جيدًا يمكنه أن يلبي كل متطلبات الجسم من العناصر الغذائية في كل مراحل العمر بما في ذلك الحمل والرضاعة والمهد والطفولة والمراهقة. بينما لا تنصح الجمعية الألمانية للتغذية (DGE) بالنظام النباتي التام للأطفال والمراهقين أو خلال فترة الحمل والرضاعة. وأضافت الأكاديمية الأمريكية للتغذية وعلم الأنظمة الغذائية أن النظام النباتي التام المدروس جيدًا يناسب ايضًا كبار السن والرياضيين وأنه يساعد على تقليل خطر الإصابة ببعض الحالات الصحية المعينة تتضمن مرض القلب التاجي (داء الشريان التاجي) وسكري النمط الثاني وارتفاع ضغط الدم وأنواع معينة من السرطان والسمنة والأمراض المزمنة.
قد يكون من الضروري إيلاء اهتمام للتأكد من أن النظام النباتي التام سيمد الجسم بكميات كافية من فيتامين B12 وأحماض أوميغا-3 طويلة السلسلة وفيتامين د والكالسيوم والحديد والزنك واليود. قد تتوفر هذه العناصر الغذائية في الأغذية النباتية ماعدا فيتامين B12 والذي يمكن الحصول عليه فقط من الأغذية النباتية المعززة بـ B12أو المكملات الغذائية. قد يستلزم الحصول على اليود أيضًا مكملات غذائية مثل استخدام ملح معزز باليود.

## نقص التغذية

### فيتامينB12
معلومات إضافية: نقص فيتامين B12

الهرم الغذائي النباتي التام إستاندًا إلى مقترحات الأكاديمية الأمريكية للتغذية وعلم الأنظمة الغذائية.

مصادر الغذاء الطبيعية لفيتامين B12 محدودة مقارنة بمصادره الحيوانية, لذلك تقترح جمعية النباتيين في المملكة المتحدة ومجموعة مصدر النباتيين ولجنة الأطباء للطب المسؤول
من بين الجميع أن أي نباتي تام لابد أن يستهلك كمية كافية من فيتامين B12 إما عن طريق الغذاء المعزز به أو من خلال المكملات الغذائية.
من المحتمل أن يكون نقص فيتامين B12 خطيرًا للغاية مما يؤدي إلى فقر الدم الضخم الأرومات وتنكس العصب وضرر دائم بالأعصاب. ولأن B12 مخزن بكميات هائلة في الكبد فإن النقص قد يظهر في البالغين بعد سنوات فقط من إتباع نظام نباتي تام يفتقر إلى B12. ويمكن أن تكون الإصابة بالنقص أسرع في الرضع والأطفال الذين لا يملكون مخزون كافي من B12, لذلك المكملات الغذائية بالغة الأهمية للأطفال الذين يتبعون هذا النظام.
تشير الأدلة إلى أن النباتي التام الذي لا يتخلل نظامه مكملات لفيتامين B12ولا يستهلك كفايته منه في الغالب يكون لديه انخفاض غير طبيعي في تركيزات فيتامينB12 في الدم. وذلك لأن الأغذية النباتية باستثناء الأغذية المعززة, لا تحوي كميات معوَّلة من فيتامين B12 النشيط. هذه خيارات غذائية مقترحة قد يتبع النباتيين التاميين إحداها, هي كالتالي:
- تناول 2-3 حصص من الأغذية المعززة يوميًا للحصول على 3 ميكروجرام على الأقل من فيتامين B12.
- أو تناول 10 ميكروجرام من المكمل الغذائي لفيتامين B12 مرة في اليوم.
- أو تناول 2000 ميكروجرام من المكمل الغذائي لفيتامين B12 مرة في الأسبوع.

امتصاص فيتامينB12 يكون أكثر فعالية مع الجرعات المنتظمة القليلة وهذا مايفسر حاجة الجسم لكميات أكثر وبصورة أسرع كلما قل الانتظام عليه.
تُوصي معاهد الصحة الوطنية الأمريكية بأن يتناول الرضيع ما مجموعة 0.4 ميكروجرام من فيتامينB12 في اليوم الواحد و2.4 ميكروجرام للبالغين ويصل حتى 2.8 ميكروجرام للأمهات المرضعات. بينما حددت الهيئة الأوروبية لسلامة الأغذية 1.5 ميكروجرام للرضع و4 ميكروجرام للأطفال والبالغين و4.5 و5 ميكروجرام خلال الحمل والحضانة.
ويمكن الحصول على هذه الكميات عن طريق تناول الأغذية المعززة بفيتامين B12 وتتضمن بعض حبوب الإفطار الشهيرة وحليب الصويا ونظائر اللحوم وأيضًا الحبوب متعددة الفيتامينات مثل One-A-Day وFlintstones. وتحتاج بعض الأغذية المعززة فقط حصة واحدة من الطعام حتى تمد الجسم بالكمية المطلوبة من فيتامينB12.
تتضمن الأغذية المعززة بـ B12 أيضًا: بعض أنواع حليب اللوز وحليب جوز الهند وأنواع أخرى من الحليب النباتي والخميرة الطبيعية والمايونيز النباتي والتوفو وأنواع وأسماء شركات أخرى والبرجر ولحوم نباتية أخرى.

### البروتين
معلومات إضافية: نقص البروتين
تتألف جميع البروتينات من أحماض أمينية و أحماض أمينية أساسية وبما أن جسم الإنسان لا يمكنه تصنيعها لا بد أن تكون جزء من النظام الغذائي. وَجَدت دراسة في عام 1994 أن تناول الأغذية النباتية المتنوعة يمكن أن يكون كافي لتلبية جميع احتياجات صحة الإنسان وخاصةً الأحماض الأمينية الأساسية. يتضمن الغذاء عالي البروتين في النظام النباتي التام الفاصوليا والعدس ومنتجات الصويا مثل: التوفو والإداماميه والتيمبي, بالإضافة إلى البذور والمكسرات وكذلك الحبوب ومنتجاتها مثل السيتان.

### أحماض أوميغا-3

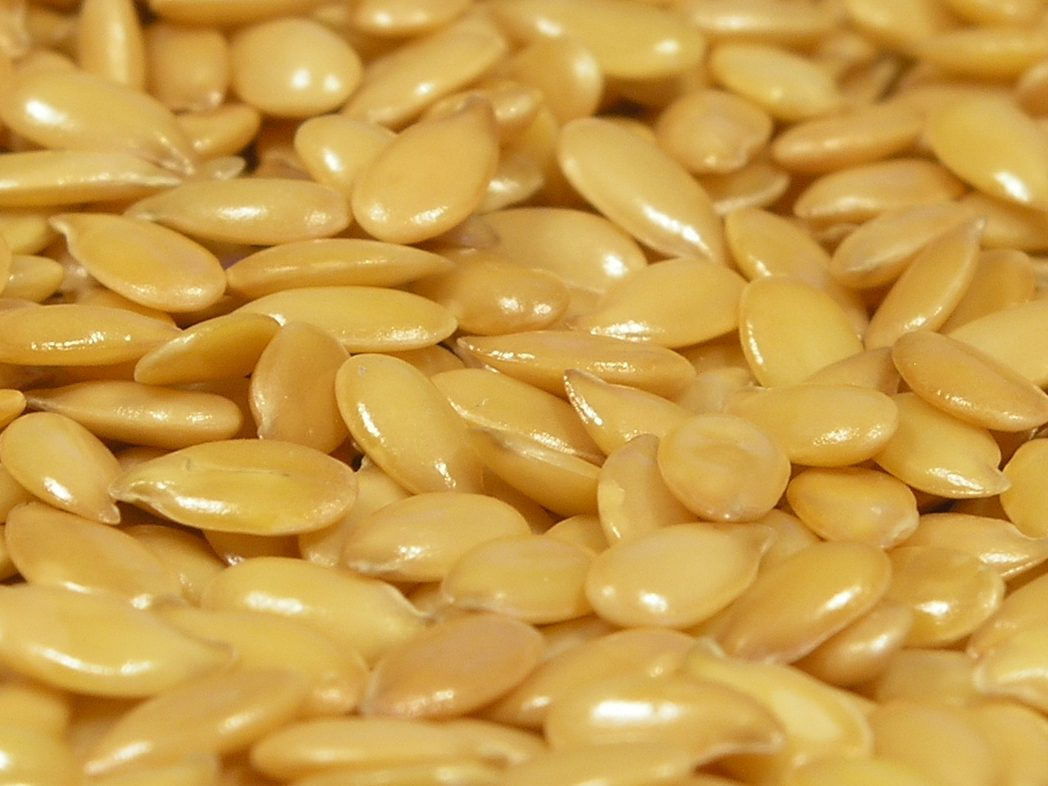
تُعتبر بذور الكتان مصدراً غنياً بحمض ALA ، كما تحتوي أيضاً على حمضي EPA وDHA اللذان تعتبرهما إدارة الغذاء والدواء الأمريكية مفيدان للصحة.

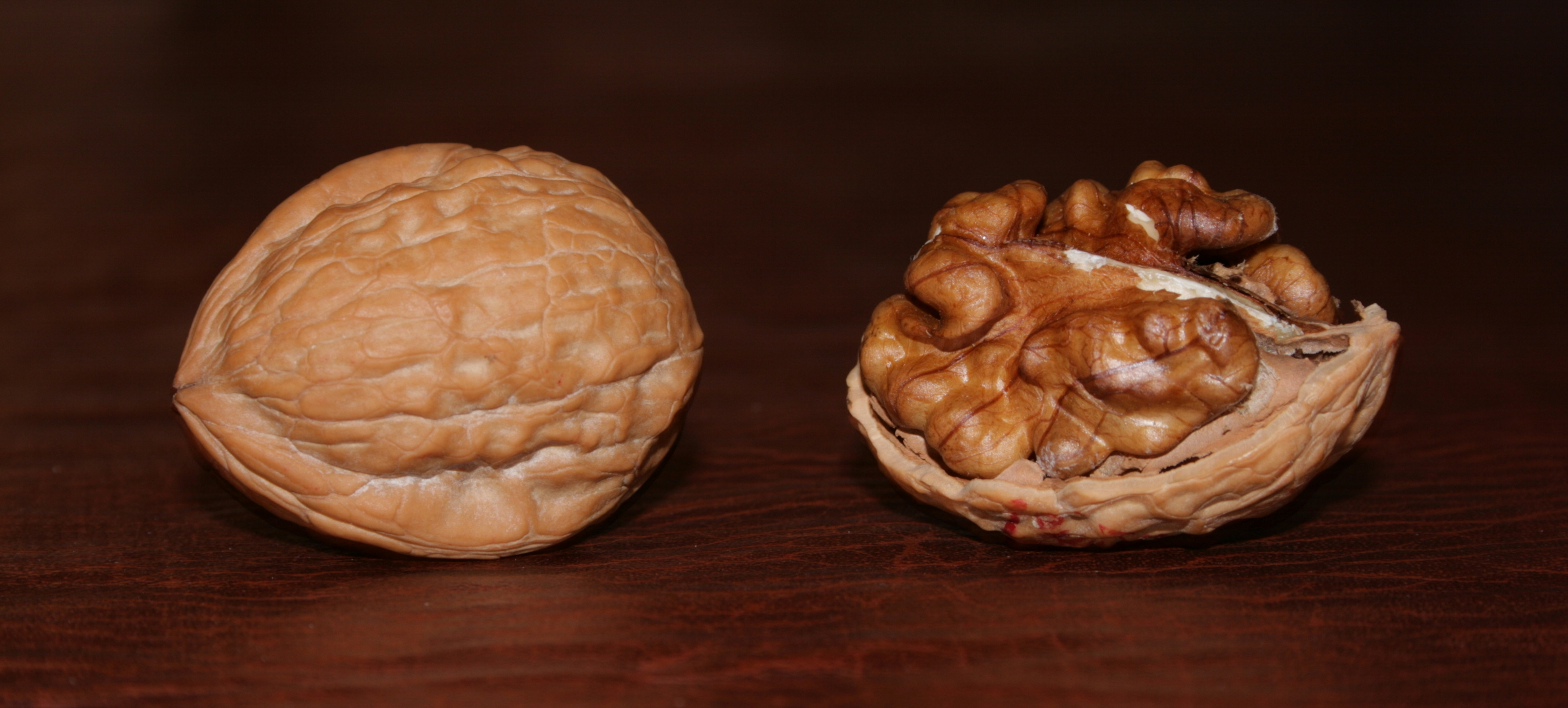
يعد الجوز مصدر لحمض أوميغا-3

أحياناً يعاني النظام النباتي التام من نقصٍ في الأحماض الدهنية أوميغا-3 (O3FA). يتربع على قمة المصادر النباتية الغنية بأوميغا-3: الطحالب وبذور القنب الصناعي وزيته والجوز وبذور الكتان وزيته وزيت الزيتون وزيت الكانولا (السلجم) والأفوكادو وبذور الشيا، ومع ذلك الأنظمة الغذائية التي تفتقر لكمياتٍ وفيرةٍ من الأعشاب البحرية عادةً ينقصها مصدر رئيسي للأحماض الدهنية أوميغا-3 ذوات السلاسل الطويلة مثل: حمضي الإيكوسابنتاينويك (EPA) والدوكوساهكساينويك (DHA). كما يمكن أن يحتوي النظام النباتي التام مثل النظام الغذائي الأمريكي المعياري (SAD) على نسبةٍ عاليةٍ من حمض أوميغا-6 مقارنة بأوميغا-3 الذي يمنع تحويل الأحماض الدهنية قصيرة السلسلة مثل حمض ألفا-اللينولينيك (ALA) والذي يوجد في أغلب مصادر أوميغا-3 النباتية على عكس حمضي DHA  وEPA. أظهرت مكملات حمض ALA قصيرة الأجل ارتفاعاً في معدلات حمض EPA  لكن لم يُلاحظ أي تغيُر في معدلات حمض DHA. مما يدل على أنهُ يتحول بنسبة ضعيفة إلى حمضي EPA و DHA المتوسطان، تتوفر مكملات حمضDHA  المشتقة من الطحالب الغنية به والذي يستطيع جسم الإنسان أيضاً تحويله إلى حمض EPA.
ليس هناك أدلة تذكر على أن أوميغا-3 يفيد صحة القلب والأوعية الدموية، أُعتُقدَت سابقاً بأن أوميغا-3 يساعد في تخفيف تدهور الذاكرة (الخرف) إلا أنه في عام 2016 تم إثبات عدم فعاليتها.
في حين أن هناك أدلة قليلة على وجود عواقب صحية ضارة أو آثار على الإدراك بسبب نقص حمض DHA عند البالغين الباتيين التامين أو النباتيين وما زال تأثير نقصه على الجنين ومستويات حليب الأم يشكل مصدر قلق. ثبت أن مكملات حمضي DHA و EPAتثبط تراكم الصفائح الدموية عند النباتيين، ولكن لا يزال يتَعين تحديد الرابط بينها وبين معدلات الاعتلالات والوفيات الناجمة عن أمراض القلب والأوعية الدموية والتي هي بالفعل أقل لدى النباتيين.
تعتبر البذور مثل: بذور الكتان والشيا والكاميلينا والكانولا والقنب الصناعي بالإضافة للجوز وزيوتهم من المصادر العالية بالأحماض الدهنية.

### الكالسيوم
يوصى للنباتيين التامين بثلاث حصص في اليوم من الأغذية الغنية بالكالسيوم، مثل: حليب الصويا المدعم وغيره من حليب النبات المدعم والخضار الورقية والبذور والتوفو.... إلخ، مع ضرورة أخذ مكملات الكالسيوم أو أطعمة معززة بالكالسيوم عند الحاجة.
تناولت العديد من الدراسات وجود علاقة ممكنة بين النظام النباتي التام وتناول الكالسيوم وصحة العظام، كما أشارت دراسة الاستقصاء الأوروبي المُستقبلي حول السرطان والتغذية (EPIC) إلى أن النباتيين التامين الذين يتناولون الكالسيوم بمعدل 525 ملغ أو أقل في اليوم زاد خطر تعرضهم إلى كسور العظام مقارنةً بالنباتيين ومستهلكي اللحوم، لكن النباتيين التامين الذين استهلكوا أكثر من ذلك كان لديهم احتمالية مقاربة لاحتمالية تعرض المجموعات الأخرى للكسور. عموماً كان لدى جميع النباتيين التامين خطر أكبر بالإصابة بالكسور. وكشفت دراسة أخرى أجريت عام 2009 عن كثافة العظام أن كثافة عظام النباتيين التامين بلغت 94 في المائة من كثافة عظام القوارت لكن لم يعتُبر الفرق مهم سريرياً. وفحصت دراسة أخرى قام بها نفس الباحثين في عام 2009 أكثر من 100 امرأة نباتية تامة بعد انقطاع الطمث، ووجدوا أن نظامهن الغذائي لم يكن له أي تأثير سلبي على كثافة المعادن في العظم (BMD) ولا أي تغيير في تكوين الجسم. اقترح عالم الكيمياء الحيوية ت. كولين كامبل في كتابه «دراسة الصين» (2005) أن هشاشة العظام مرتبطة باستهلاك البروتين الحيواني لأنه على عكس البروتين النباتي يزيد البروتين الحيواني من حمضية الدم والأنسجة التي تطرح بعد ذلك الكالسيوم الذي يتم سحبه من العظام مسببةً في فرط كالسيوم البول. وذكر كامبل أن مشروع الصين-كورنيل-أكسفورد للتغذية في سبعينيات وثمانينيات القرن العشرين وجد أن في المناطق الريفية في الصين -حيث تبلغ نسبة البروتين الحيواني إلى البروتين النباتي حوالي 10٪- خطر الإصابة بالكسور يشكل خُمس المعدل في الولايات المتحدة.
يعتبر الكالسيوم أحد مكونات أكثر أنواع حصى الكلى شيوعاً (أكسالات الكالسيوم)، حيث تشير بعض الدراسات إلى أن الأشخاص الذين يتناولون مكملات الكالسيوم يكونون أكثر عرضة للإصابة بحصى الكلى، وقد استخدمت نتائج هذه الدراسة كأساس لتحديد الكمية اليومية الموصى بها (RDI) للكالسيوم عند البالغين.

### اليود
أشارت إحدى الدراسات إلى «خطر محتمل لاضطراب نقص اليود يعود إلى الأشكال الصارمة للتغذية النباتية وخاصةً عند تناول الخضار والفواكه التي زُرعت في تربة تحوي كميات قليلة من ]اليود[.» ويتطلب النظام النباتي التام عادةً توليه اليود اهتمامًا خاصًا إذ أنه يتوفر عمومًا في الخضار البحرية وملح اليود والمكملات الغذائية فقط. يتفاوت محتوى اليود في الخضار البحرية كثيرًا وقد يزود الجسم بأكثر من الحد الأقصى الموصى به.

### الحديد
من الأمور التي يوصَى بها النباتيون التامين هي تناول أغذية غنية بالحديد وفيتامين ج يوميًا. وفي عدة دراسات لم يعثروا على نباتيين تامين يعانون من نقص في الحديد أكثر من غير النباتيين التامين ومع ذلك يُوصَى بتناول الخضار الورقية الداكنة (ومصادر آخرى للحديد) بجانب مصادر فيتامين ج وذلك بسبب انخفاض نسبة امتصاص الجسم للحديد غير الهيمي.

### الكولين
لم تُصدر أي دولة وبسبب نقص الأدلة, كمية مُوصى بتناولها يوميًا من الكولين والذي يعتبر مغذي أساسي شبيه بالفيتامين. مذكرة هيئات التغذية الوطنية في أستراليا ونيوزلندا وأوروبا لم تصدر أي تقرير يخص نقص الكولين في عامة السكان. إلا أن هناك كمية مُوصى بتناولها من قبل الاتحاد الأوربي حيث يُوصي بـ400 ملغم للبالغين يوميًا بينما تُوصي الولايات المتحدة بـ425 ملغم للنساء البالغات يوميًا و550 ملغم للرجال البالغين يوميًا. نقص الكولين كما أُنشِئ في ظروف المختبر يمكن أن يسبب مشاكل صحية مثل تلف الكبد نتيجة لبدء خلايا الكبد في الموت المبرمج للخلية (استماتة), بالإضافة إلى زيادة عيوب الأنبوب العصبي لدى النساء الحوامل. في دراسة تقول أن 77% من الرجال و44% من النساء اللاتي لم ينقطع عنهن الطمث و80% من النساء بعد سن اليأس تطور لديهم دهن الكبد أو تضرر العضلات بسبب نقص الكولين وهذا يدل على أن خصائص الكولين تَضبط المتطلبات الغذائية. وهناك أدلة كذلك تثبت أن الكولين مضاد للالتهابات ولكن تدعو الحاجة إلى المزيد من الدراسات لتأكيد/لدحض النتائج. وجدير بالذكر أن الكثير من الحبوب متعددة الفيتامينات لا تحتوي على كميات كافية من الكولين.
ومع ذلك العديد من المنتجات الحيوانية مثل الكبد والبيض تحوي نسبة عالية من الكولين (355 ملغم/3 أونصة و126 ملغم لكل بيضة كبيرة بالتتابع), وكذلك جنين القمح (172 ملغم لكل كوب) والكرنب الصغير (63 ملغم لكل كوب) والبروكلي (62 ملغم لكل كوب) تعتبر أيضًا مصادر جيدة للكولين. وهناك مصادر أخرى للكولين تشمل فول الصويا والقرنبيط والسبانخ وجنين القمح والتوفو والفاصوليا والكينوا والقطيفة.

### فيتامين د
أغلب المصادر الغذائية لفيتامين د مستمدة من الحيوانات مثل السالمون وغيره من الأسماك الزيتية وصفار البيض وبعض منتجات الألبان والعديد من تشكيلة اللحوم. يعد فيتامين د (يُدعى بفيتامين د3) المستمد من الحيوانات المكون الرئيسي في المكملات الغذائية الصناعية لفيتامين د وهذا يشير إلى أن النباتيون التامون قد يكونون عرضه لانخفاض استهلاك فيتامين د الغذائي أو التكميلي إذا أهملوا مصادر فيتامين د3 وتجنبوا التعرض الكافي لأشعة الشمس. وفيتامين د النباتي والذي يُدعى بفيتامين د2 يتم الحصول عليه من الفطر مثل: عيش الغراب (المشروم) المعرض لأشعة الشمس أو ضوء الأشعة فوق البنفسجية الصناعي, حيث يوفر للنباتيين التامين خيار غذائي أو تكميلي لفيتامين د.